# Raz Adam
Raz Adam (in ebraico רז אדם‎?; Natanya, 20 ottobre 1999) è un cestista israeliano.